# Abebe Bikila

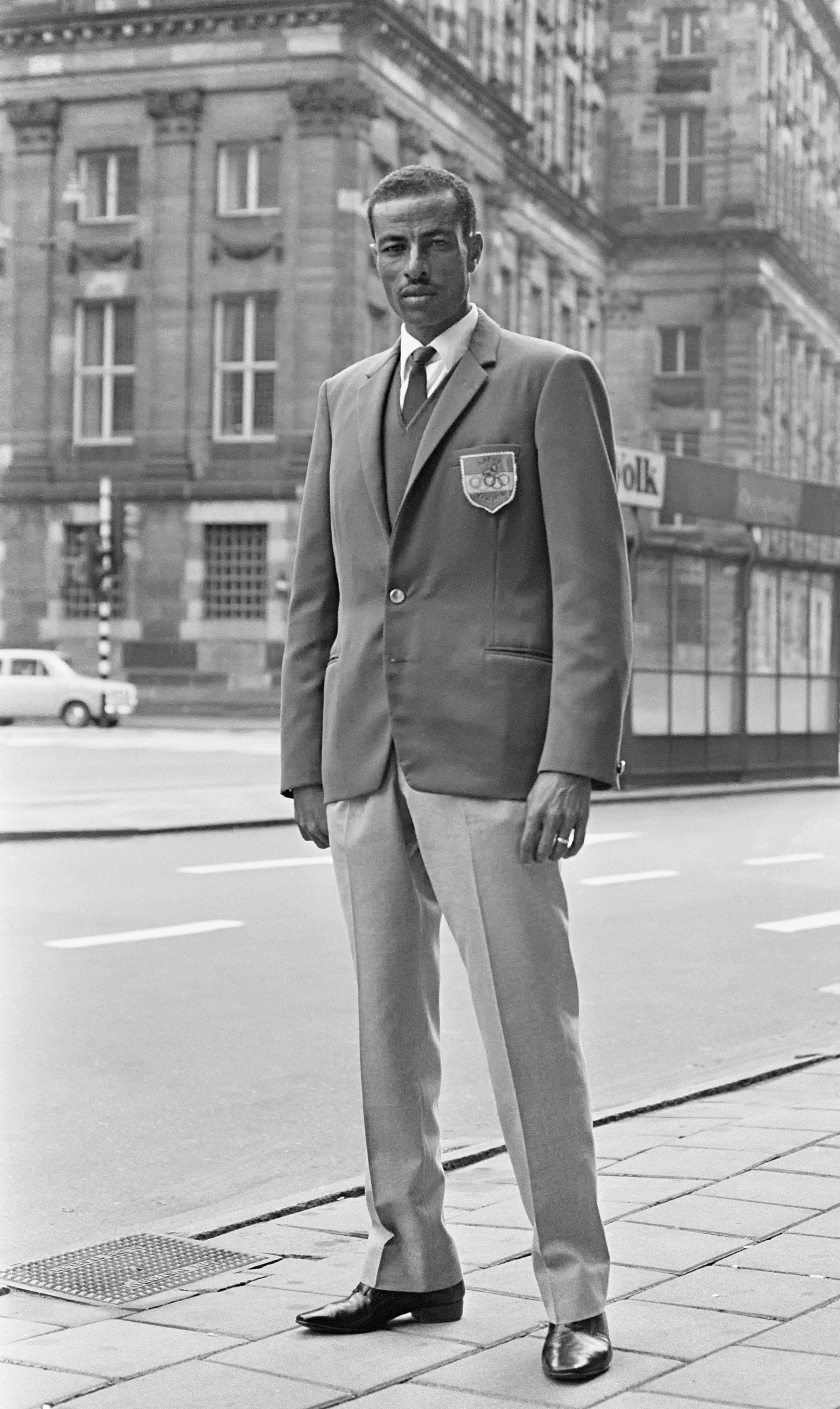
Abebe Bikila (1968)

Abebe Bikila (* 7. August 1932 in Jato; † 25. Oktober 1973 in Addis Abeba) war ein äthiopischer Marathonläufer. Er gewann die Goldmedaille bei den Olympischen Spielen 1960 in Rom und bei den Olympischen Spielen 1964 in Tokio.

## Leben
Abebe schloss 1944 die Ge'ez-Schule ab. Im Alter von 20 Jahren wurde er bei der kaiserlichen Leibwache angestellt. Mit 22 Jahren heiratete er Yewibdar Giorghis, mit der er vier Kinder hatte. Sein sportliches Talent wurde erst spät entdeckt, und zwar anlässlich einer Parade vor äthiopischen Athleten, die an den Olympischen Spielen 1956 in Melbourne teilnehmen sollten.

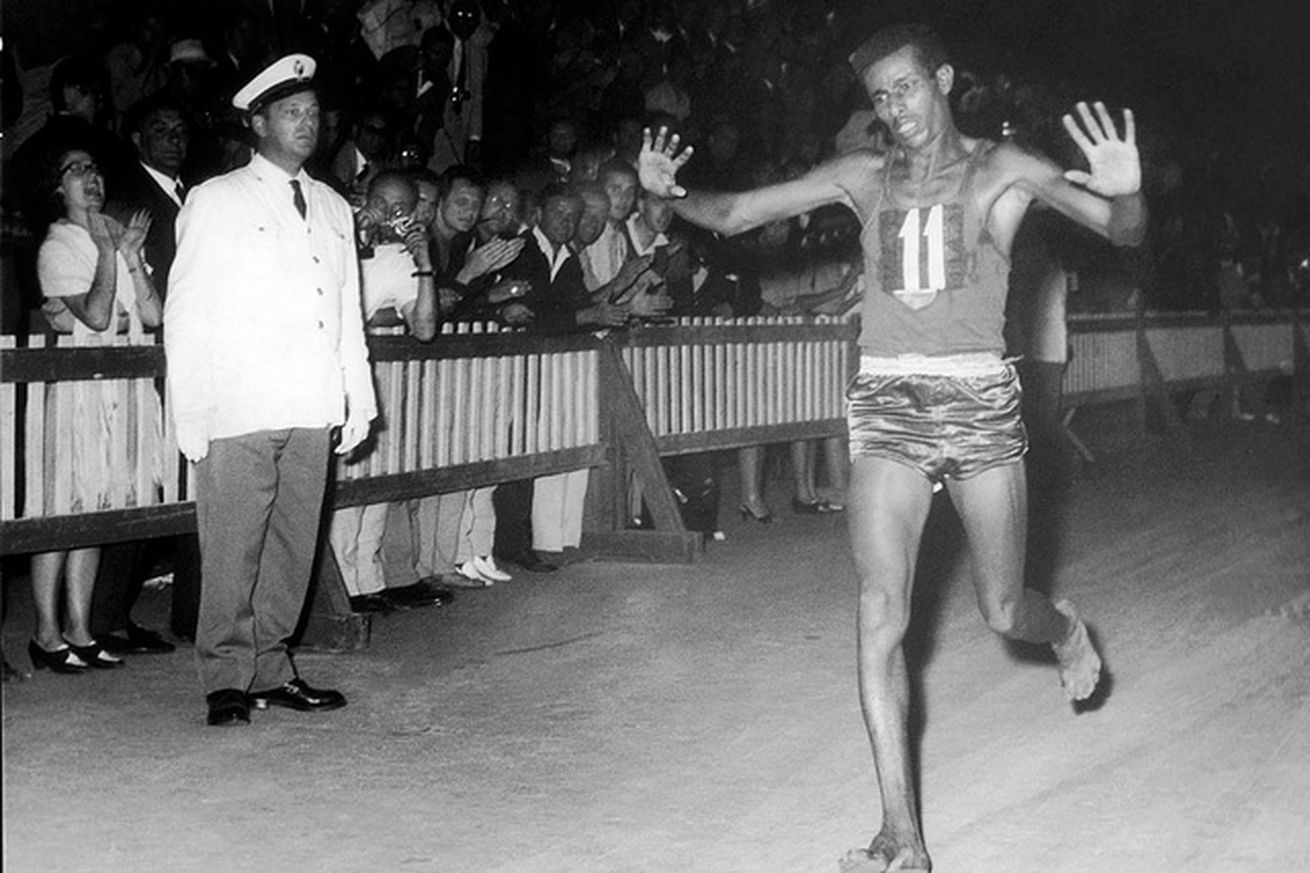
Abebe Bikila beim Überqueren der Marathonziellinie bei den Olympischen Spielen 1960 in Rom

Bei den nationalen militärischen Meisterschaften gelang ihm 1956 sein erster Überraschungserfolg, als er Wami Biratu besiegte, der damals in Äthiopien die Rekorde über 5000 und 10.000 Meter hielt. Doch bald brach Bikila auch diese Landesrekorde. Mit seinen Resultaten qualifizierte er sich für die Olympischen Spiele 1960 in Rom. Mit 2:15:16 h gewann er dort den Marathonlauf in neuer Weltbestzeit und die erste olympische Goldmedaille für Äthiopien in der Geschichte der Olympischen Spiele, wobei er die Strecke als einziger Athlet barfuß zurücklegte. Seine Schuhe, die er aus Äthiopien mitgebracht hatte, sollen zu sehr durchgelaufen gewesen sein und sämtliche Schuhe, die in Rom verfügbar waren, schienen nicht richtig zu passen. Deshalb habe er sich dazu entschieden, barfuß zu laufen, so wie er es schon sein ganzes Leben lang in Äthiopien getan habe. In nachträglichen Studien seines finnischen Trainers Onni Niskanen habe sich gezeigt, dass der Äthiopier ohne Schuhe tatsächlich schneller laufen konnte. Trotzdem wird bis heute gelegentlich behauptet, dass Abebe Bikila nur barfuß gelaufen sei, um die westliche Welt auf die Lebensverhältnisse in Äthiopien hinzuweisen.
Bei den Olympischen Spielen 1964 in Tokio wiederholte er, nun allerdings mit Schuhen, seinen Erfolg von 1960 und er stellte mit 2:12:11 h erneut eine Weltbestzeit auf, obwohl er sich sechs Wochen vor dem Rennen einer Blinddarmoperation hatte unterziehen müssen. Er war damit der erste Läufer, dem bei den Olympischen Spielen ein Wiederholungssieg im Marathon gelang; später gelang dies auch Waldemar Cierpinski und Eliud Kipchoge. Unmittelbar nach dem Rennen führte Bikila demonstrativ ein Lockerungs- und Dehnungsprogramm vor und erklärte, dass er durchaus noch zwei Minuten schneller hätte laufen können.
Sein Versuch, bei den Olympischen Spielen 1968 in Mexiko-Stadt eine dritte Goldmedaille zu gewinnen, scheiterte daran, dass er das Rennen wegen eines Ermüdungsbruchs nach 15 km abbrechen musste. In seiner Karriere bestritt Bikila insgesamt 26 Marathonläufe.

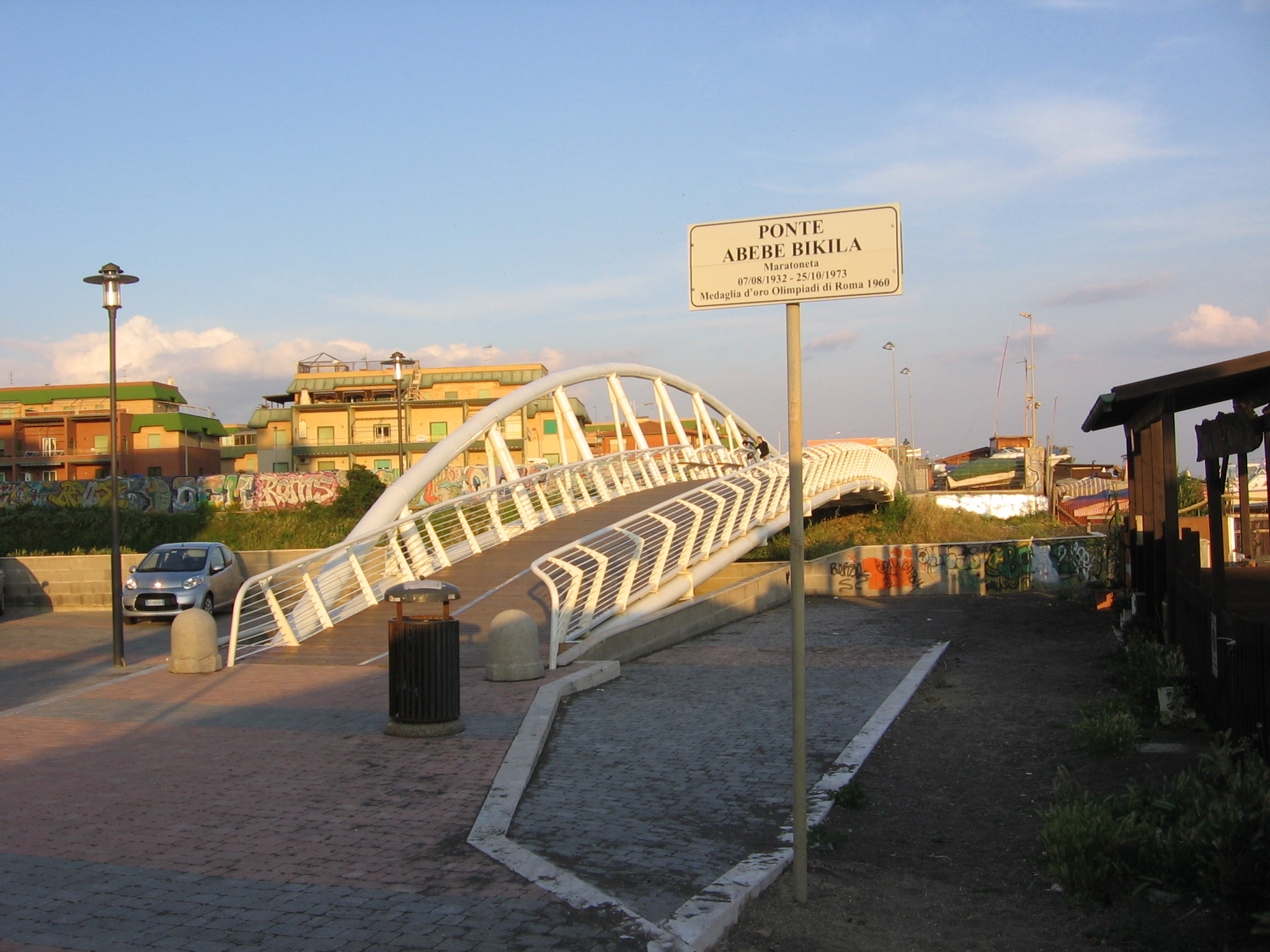
Ponte Abebe Bikila in Ladispoli

Nach einem Autounfall am 22. März 1969 war Bikila querschnittsgelähmt. Neun Monate lang wurde er in Äthiopien und im Ausland therapiert. Im Rollstuhl nahm er – eigentlich als Zuschauer eingeladen – an einem Schlittenrennen in Norwegen teil, bei dem er über 25 km und über 10 km Gold gewann. Er nahm außerdem an den Weltspielen der Behinderten 1970 im Bogenschießen teil und belegte dort Platz neun.
Abebe Bikila erlag 1973 einer Hirnblutung, die in Zusammenhang mit seinem Unfall stand. Zu seiner Beisetzung erschienen 65.000 Menschen, Kaiser Haile Selassie rief einen offiziellen Trauertag aus. Bikilas letzte Ruhestätte wurde der Friedhof der St.-Joseph-Kirche in Addis Abeba.

## Nachleben
Zu Bikilas Ehren wurde ein Stadion in der äthiopischen Hauptstadt nach ihm benannt. In Italien benannte man in Ladispoli in der Provinz Rom eine Brücke nach ihm. 2012 wurde er in die IAAF Hall of Fame aufgenommen. In Spanien hat sich eine Sporthandelskette nach Bikila benannt; ihr zufolge soll der Name als Marke geschützt sein. Im Film Der Marathon-Mann von 1976 mit Dustin Hoffman in der Hauptrolle ist Bikila dessen Vorbild.